# Girolamo Grimaldi-Cavalleroni
Girolamo Grimaldi-Cavalleroni (Gênova, 20 de agosto de 1595 - Aix-en-Provence, 4 de novembro de 1685) foi um cardeal do século XVII.

## Biografia
Nasceu em Gênova em 20 de agosto de 1595. Filho de Gian Giacomo Grimaldi, da família Grimaldi-Cavalleroni, barão de San Felice no reino de Nápoles, senador de Gênova em 1606, e Girolama de' Mari, patrício genovês, filha de Agostino de' Mari. Sobrinho de Domenico Grimaldi, arcebispo de Avignon (1584-1592). A família deu à igreja outros três cardeais: Girolamo Grimaldi (1527), Nicola Grimaldi (1706) e Girolamo Grimaldi (1730).
Estudou em Roma.
Referendário dos Tribunais da Assinatura Apostólica da Justiça e da Graça, 1621. Vice-legado de Viterbo, março de 1625 a maio de 1626; com a morte do cardeal Odoardo Farnese, em 21 de fevereiro de 1626, tornou-se governador. Vice-legado da província do Patrimônio, 1626. Governador de Roma, 26 de abril de 1628 até março de 1632. Núncio extraordinário perante Fernando II da Áustria. Governador da cidade de Perugia, 24 de maio de 1634 até fevereiro de 1636. Governador do ducado de Urbino como vice-legado na ausência do legado Cardeal Francesco Barberini, sênior, 27 de fevereiro de 1636 até 23 de janeiro de 1641.
Eleito arcebispo titular de Selêucia, em 25 de fevereiro de 1641. Consagrada, em 3 de março de 1641, capela de Urbano VIII, no Vaticano, Roma, por Fausto Poli, arcebispo titular de Amasea, auxiliado por Alfonso Sacrati, ex-bispo de Comacchio, e por Sigismondo Taddei, bispo de Bitetto. Núncio na França, 27 de março de 1641 até junho de 1643.
Criado cardeal sacerdote no consistório de 13 de julho de 1643; recebeu o gorro vermelho e o título de S. Eusébio, em 17 de outubro de 1644. Participou do conclave de 1644, que elegeu o Papa Inocêncio X. Residiu na França de 1646 até sua morte. Nomeado pelo rei Luís XIV da França administrador dos negócios temporais da arquidiocese de Aix, em 20 de setembro de 1648. Abade commendatario de St. Florent de Saumur, 1649 até sua morte. Participou do conclave de 1655, que elegeu o Papa Alexandre VII. Transferido para a sede metropolitana de Aix em 30 de agosto de 1655. Optou pelo título de SS. Trinità al Monte Pincio, 11 de outubro de 1655. Participou da conclave de 1667, que elegeu o Papa Clemente IX. Não participou do conclave de 1669-1670, que elegeu o Papa Clemente X. Optou pela ordem dos cardeais bispos e pela sede suburbicária de Albano, em 28 de janeiro de 1675. Participou do conclave de 1676, que elegeu o Papa Inocêncio XII.
Morreu em Aix-en-Provence em 4 de novembro de 1685. Enterrado na catedral metropolitana de Aix. A notícia de sua morte chegou a Roma em 24 de novembro de 1685.